# Mike Lewis (cestista 1998)
Michael O'neal Lewis II (Houston, 19 febbraio 1998) è un cestista statunitense naturalizzato qatariota.